# Isla Churna
La Isla Churna (en Urdu: جزیرہ چرما) es una pequeña isla situada en el Mar Arábigo frente a las costas de Karachi, Sind, Pakistán. Se encuentra a una milla náutica al noroeste del pueblo pesquero de Mubarak. Se trata de una isla de 2 x 3 y de un kilómetro cuadrado, estéril, sin población civil. La mayoría de la fauna comúnmente vista en la isla esta el mar, básicamente son serpientes venenosas.
Es famosa por la vida marina alrededor de ella, que incluye barracudas, tiburones grises, anguilas, peces ángel, erizos de mar, abanicos de mar, ostras, y tortuga verdes. La Asociación de Pesca Deportiva de Pakistán (Pakistan Game Fishing Association) tiene competencias nacionales de pesca cerca de esta isla.
La zona que rodea esta isla es muy popular para el buceo debido a la presencia de vida marina muy variada y diferentes tipos de arrecifes de corral. Algunos afirman que hay más de 60 tipos de corales que se encuentran cerca de las aguas Charna y muchos corales nuevos comenzaron a florecer después del tsunami de 2005 en el Océano Índico. IndusScuba, una organización de certificación de la Asociación Profesional de instructores de Buceo, trae a los aficionados locales, mientras que los extranjeros son a menudo vistos vestido con trajes de buceo en el cercano pueblo de Mubarak.